# 慕容氏諸燕
慕容氏諸燕，指十六國時代，由鮮卑慕容氏成員及其養子等，所建立的數個國號為燕的政權。

## 簡介
自慕容廆開始，慕容氏逐漸強大。321年，成為東晉政权任命的都督幽平二州、東夷諸軍事、遼東公。

### 前燕
慕容廆子慕容皝，繼位為慕容氏首領後，多方征戰，並平定了家族內部紛爭，成為遼東最大勢力，337年，慕容皝稱燕王，為前燕奠基之祖。
352年，慕容皝子慕容儁滅冉魏，稱帝，國號燕，史稱前燕。
370年，前燕被前秦所滅。

### 西燕、後燕
383年淝水之戰，前秦君主苻堅敗於東晉謝安、謝玄後，前秦政權幾乎瓦解。384年，前燕宗室濟北王慕容泓起兵反秦，改元燕興，是西燕的始祖；前燕宗室慕容垂，建國曰後燕。
394年，後燕滅西燕。

### 南燕、北燕
397年，後燕在北魏的攻擊下，疆域被切斷為南北二國，宗室慕容德建國曰南燕，與後燕分庭抗禮。
407年，慕容寶養子慕容雲在馮跋輔佐下，殺後燕慕容熙，建立北燕。
410年，南燕被東晉將領劉裕所滅。
436年，北燕被北魏所滅。

## 参看
- 诸燕慕容氏世系图